# Andrew Sinkala
Andrew Sinkala est un footballeur zambien, né le 18 juin 1979 à Chingola en Zambie. Il évolue comme milieu défensif.

## Palmarès
- Nchanga Rovers
  - Champion de Zambie en 1998.
- FC Bayern Munich
  - Champion de Bundesliga en 2000.
- 1.FC Cologne
  - Champion de 2.Bundesliga en 2005.